# Cap de bronze d'Ife
El Cap de bronze d'Ife o Cap d'Ife és una de les divuit escultures d'aliatge de coure que es desenterraren el 1938 a Ife, a Nigèria, l'antic centre religiós i reial del poble ioruba. Es creu que representa un rei i es degué crear en el segle XIV-XV. El realisme i l'artesania sofisticada dels objectes que es van trobar desafiaven les concepcions occidentals de l'art africà. Les característiques naturalistes dels caps d'Ife són úniques i les semblances estilístiques d'aquestes obres «suggereixen que van ser fetes per un artista individual o en un sol taller».

## Descripció
Com la majoria dels «bronzes» d'Àfrica Occidental, la peça és feta de coure aliat amb altres metalls, descrit pel Museu Britànic com a «zinc-llautó amb molt de plom». La pràctica moderna arqueològica evita com més va més termes com bronze o llautó per a objectes històrics en favor d'«aliatges de coure» que ho abasta tot. El cap és fet amb la tècnica de l'emmotllament a la cera perduda i té unes tres quartes parts de la grandària natural, amb una alçada de 35 cm. L'artista dissenyà el cap en un estil molt naturalista. La cara és coberta amb estries incises; els llavis, però, no estan pas marcats. El tocat indica una corona complexa, composta per capes de grans tubulars i borles, una ornamentació típica dels caps de bronze d'Ife. La corona remata amb una cresta, una rosassa i un plomall que ara s'inclina cap a un costat. La superfície de la corona conté traces de pintura roja i negra. La representació realista d'escultures de l'Ife medieval és excepcional en l'art de l'Àfrica subsahariana, i al principi es considerà la manifestació més primerenca d'una tradició que continuà en l'art ioruba, en l'art primerenc de Benín i en altres peces. Una excavació a Igbo-Ukwu al 1959 mostrà evidències d'una cultura de treball del metall establerta i objectes de bronze que podien datar-se dels segles IX o X.

## Descobriment
El Cap d'Ife es trobà per casualitat el 1938 a Wunmonije Compound, a la ciutat nigeriana d'Ife, durant uns treballs de construcció de cases entre altres setze caps de bronze i coure i la meitat superior d'una figura de bronze. La majoria dels objectes trobats en la zona i en les àrees veïnes acabaren al Museu Nacional d'Ife; algunes peces, però, van ser preses de Nigèria i ara es troben en col·leccions de museus occidentals. Aquest cap en particular va ser pres de Nigèria per l'editor del Daily Times de Nigèria, H. Maclear Bat, que el va vendre al Fons Nacional de Col·leccions d'Art —amb seu a Londres—, que després el regalà al Museu Britànic el 1939.
El descobriment de les escultures fou l'estímul perquè el govern nigerià controlàs l'exportació d'antiguitats. Abans que s'aconseguís això, aquest cap fou exiliat a Londres via París i altres dos en van anar a parar a Amèrica. Els intents d'evitar més espolis, impulsats per Leo Frobenius, tingueren èxit el 1938, quan les autoritats colonials van promulgar-ne la legislació. Frobenius era un etnòleg i arqueòleg alemany, un dels primers erudits europeus a interessar-se seriosament per l'art africà, especialment pel ioruba.

## Ife

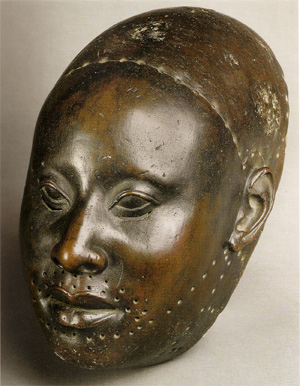
Màscara ioruba de coure per al rei Obalufon II, realitzada al voltant del 1300, descoberta a Ife. Actualment es conserva al Museu Nacional d'Ife (Nigèria)

Es creu que el Cap d'Ife és un retrat d'un governant conegut com Ooni o Oni. Es degué realitzar amb el patrocini del rei Obalufon Alayemore, la famosa màscara del qual, d'estil naturalista i de grandària natural en coure, comparteix característiques estilístiques amb aquesta obra. Hui entre els ioruba, Obalufon s'identifica com la deïtat patrona dels fonedors de bronze. El període en què s'elaborà l'obra era una època de prosperitat per a la civilització ioruba, que es basava en el comerç pel riu Níger amb els pobles d'Àfrica Occidental. Ife és considerat pel poble ioruba com l'indret on les seues deïtats van crear els humans.(1)
Aquests caps de bronze evidencien el comerç de la zona, ja que els grans de vidre fets a Ife s'han trobat en àmplies zones d'Àfrica Occidental. Es creu que el coure prové de minerals de Nigèria, tot i que anteriorment es creia que provenia d'Europa Central, del nord-oest de Mauritània, de l'Imperi Romà d'Orient o del sud del Marroc.
Els motles de bronze podrien haver estat fets en escultures de terracota contemporànies. En la civilització anterior a la creació d'aquestes figures de metall hi havia una llarga tradició d'escultura en terracota amb característiques semblants. L'ivori va ser un altre material emprat sovint en l'art africà.
La tradició escultòrica d'Ife és una de les moltes tradicions artístiques d'Àfrica Occidental, inclosa la Bura de Níger (segle III - segle X), Koma de Ghana (segle vii - segle xv), Igbo-Ukwu de Nigèria (segle ix – segle x), i Jenne-Jeno de Mali (segle XI - segle XII), que es poden haver format per la tradició anterior de terracota d'argila d'Àfrica Occidental de la cultura Nok del centre de Nigèria.

## Impacte en la història de l'art
Quan Frobenius va trobar el primer exemple d'un cap semblant, soscavà la comprensió occidental de la civilització africana. Els experts no volien pas creure que Àfrica havia tingut mai una civilització capaç de crear objectes d'aquesta qualitat. Intentant explicar el que creien que era una anomalia, Frobenius suggerí que aquests havien estat creats per una colònia d'antics grecs establerta al segle xiii abans de la nostra era. Va fer una afirmació, àmpliament difosa en la premsa popular, que la hipotètica colònia grega antiga podria ser l'origen de l'antiga llegenda de la civilització perduda de l'Atlàntida.
Ara es reconeix que aquestes estàtues representen una tradició indígena africana que va aconseguir un alt nivell de realisme i refinament. Els caps d'Ife són un gran assoliment de la cultura africana i es creu que els va crear un sol artista en un sol taller.(1)

## Influència en la cultura contemporània
Hi ha un ús generalitzat de caps d'Ife en logotips i marques de corporacions i institucions educatives nigerianes com ara la Universitat Obafemi Awolowo d'Ife. A més a més, el Cap d'Ife fou el símbol dels Jocs Panafricans de 1973 a Lagos (Nigèria).
El Cap d'Ife, en poder encara del Museu Britànic, s'inclogué en l'exposició del 2010 Kingdom of Ife: Sculptures from West Africa, realitzada en col·laboració amb la Comissió Nacional de Museus i Monuments de Nigèria, el Museu d'Art Africà de Nova York i el Museu Britànic. L'exposició formava part d'una sèrie d'actes en commemoració del 50é aniversari de la independència de Nigèria. El 2011, el Cap d'Ife es va incloure en el projecte comú de la BBC Ràdio 4 i del Museu Britànic, Una història del món en cent objectes, composta per cent emissions radiofòniques, dirigides i presentades pel director del Museu Britànic.

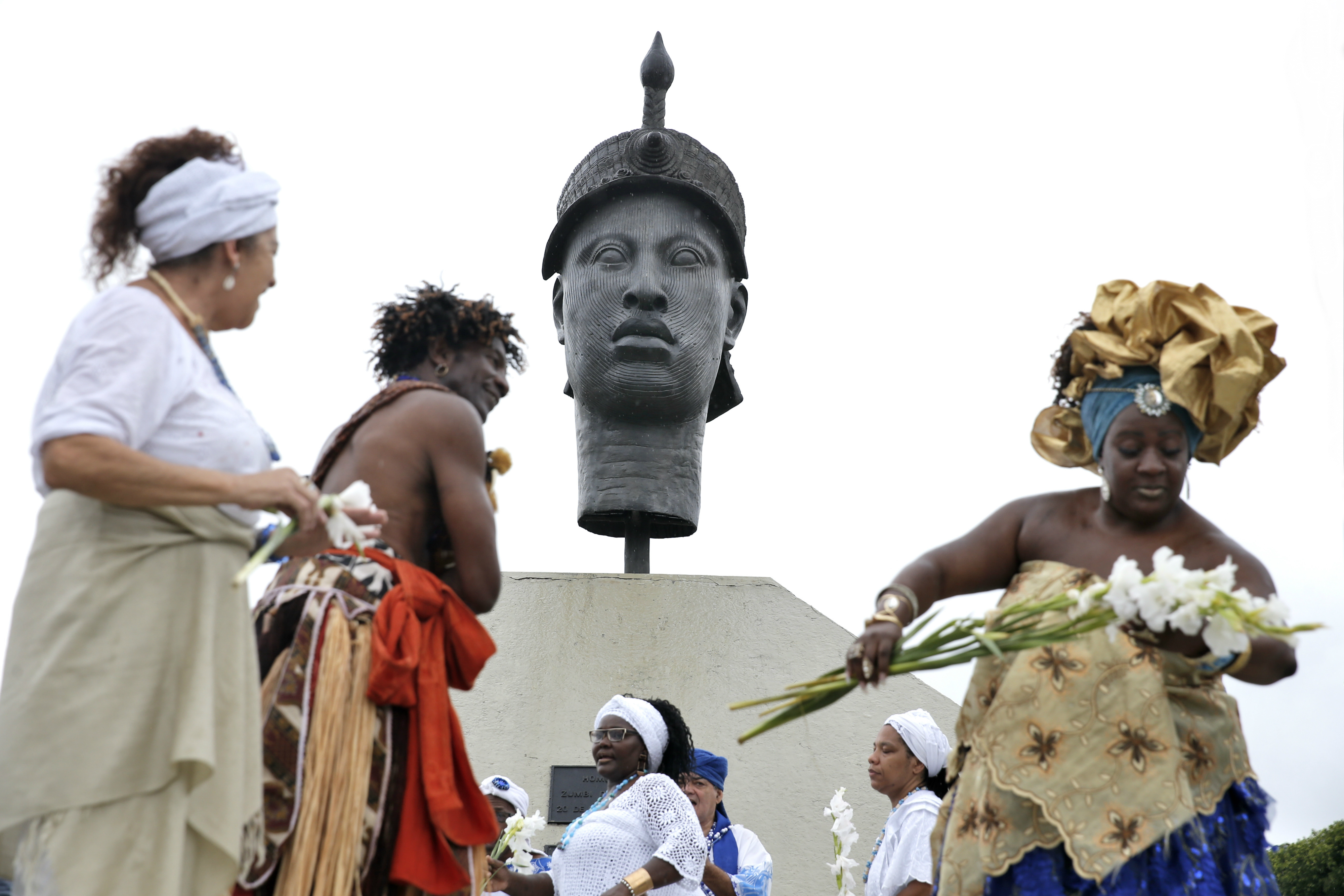
Celebrant el Dia de la Consciència Negra el 2017 en el Monument Zumbi dos Palmars de Rio de Janeiro (Brasil)